# Platforma eksportowa
Platforma eksportowa – forma bezpośrednich inwestycji zagranicznych (BIZ, ang. FDI), która jest realizowana celem produkcji lub świadczenia usług na rynek trzeci, a nie lokalny siedziby inwestycji lub rynek kraju inwestora. Główną determinantą powstawania takich przedsięwzięć są strefy wolnego handlu.